# Rödbosund

Rödbosund är ett sund mellan Sätterfjärden och Trälhavet i Österåkers kommun. Sundets norra del mynnar ut vid Trälhavetsbåtklubb i Sätterfjärden och sundets södra del till Lindholmen vid Trälhavet. På östra sidan av sundet ligger Margretelund och på västra ligger Österskär.
Vid Rödbosundet, på Margretelundssidan, låg tidigare Rödbosunds dansbana även kallad Rotundan. Danserna vid Rödbosund började i slutet av tjugotalet och pågick till 1952. Det var dans vid Rödbosund varje lördag och söndag, och tidvis också på onsdagar. En farbror som hette Karl Eriksson rodde folk från Österskär till dansbanan. Dansbanan hade en lång brygga där det låg massor av båtar när det var dans. Ångbåten Åkers Kanal ("Tuppen") kom ut från Stockholm med dansgäster. En särskild busslinje gick från Åkersberga station. Idag finns dansbanan kvar men är inglasad och ägs av en privatperson.